# Anthony Black
Anthony Black (ur. 20 stycznia 2004 w Las Colinas) – amerykański koszykarz, występujący na pozycjach rzucającego obrońcy lub niskiego skrzydłowego.
W 2022 wystąpił w dwóch meczach gwiazd szkół średnich – McDonald’s All-American i Nike Hoop Summit
W 2023 reprezentował Orlando Magic podczas rozgrywek letniej ligi NBA w Las Vegas.

## Osiągnięcia
Stan na 23 listopada 2023, na podstawie, o ile nie zaznaczono inaczej.
NCAA
- Uczestnik rozgrywek Sweet 16 turnieju NCAA (2017)
- Zaliczony do:
  - I składu:
    - najlepszych zawodników pierwszorocznych SEC (2023)
    - Maui Jim Maui Invitational (2023)

  - II składu SEC (2023)
- Koszykarz tygodnia konferencji Southeastern (SEC – 28.11.2023)
- Lider konferencji SEC w:
  - liczbie:
    - strat (2023 – 109)
    - rozegranych minut (2023 – 1255)

  - średniej rozegranych minut (2023 – 34,9)

Reprezentacja
- Mistrz Ameryki U–18 (2022)